# حسین مفید
حسین مفید(زاده۱۳۰۹- ۸آبان  ۱۴۰۱) رئیس دیوان عالی کشور از سال ۱۳۸۳ تا ۱۳۸۸ بود. او از سال ۱۳۵۸ وارد کادر قضایی شده و در قوه قضایی مشغول به فعالیت بود.

## درگذشت
او در تاریخ ۸ آبان ۱۴۰۱ درگذشت 